# 京都中部総合医療センター
京都中部総合医療センター（きょうとちゅうぶそうごういりょうセンター）は、京都府南丹市にある医療機関。亀岡市・南丹市・京丹波町の2市1町で構成される一部事務組合の国民健康保険南丹病院組合が運営する病院である。

## 沿革
- 2017年5月1日に公立南丹病院より京都中部総合医療センターに名称変更

## 診療科
- 内科
- 循環器内科
- 呼吸器内科
- 消化器内科
- 内分泌・代謝内科
- 血液内科
- 腎臓内科
- 神経内科
- 外科
- 消化器外科
- 小児外科
- 呼吸器外科
- 整形外科
- リウマチ科
- リハビリテーションセンター
- 脳神経外科
- 心臓血管外科
- 小児科
- 産婦人科
- 泌尿器科
- 耳鼻咽喉科
- 皮膚科
- 眼科
- 精神科
- 麻酔科
- 放射線科
- 歯科・歯科口腔外科

## 医療機関の指定等
- 保険医療機関
- 救急告示医療機関
- 労災保険指定医療機関
- 指定自立支援医療機関（更生医療・育成医療・精神通院医療）
- 身体障害者福祉法指定医の配置されている医療機関
- 生活保護法指定医療機関
- 結核指定医療機関
- 指定養育医療医療機関
- 戦傷病者特別援護法指定医療機関
- 指定療育医療医療機関
- 原子爆弾被害者医療指定医療機関
- 原子爆弾被害者一般疾病医療取扱医療機関
- 第二種感染症指定医療機関
- 公害医療機関
- 母体保護法指定医の配置されている医療機関
- 災害拠点病院
- へき地医療拠点病院
- 臨床研修指定病院
- エイズ治療拠点病院
- 特定疾患治療研究事業指定医療機関
- DPC対象病院
- 小児慢性特定疾患治療研究事業指定医療機関
- 地域周産期母子医療センター

## 周辺の施設
- 南丹市役所八木支所
- iスタやぎ
- 八木郵便局
- 南丹市立八木中学校

## 交通アクセス
- JR西日本山陰本線八木駅下車、徒歩5分。
- 国道9号 南丹市八木町上野交差点付近